# Kejtum Klev
Kejtum Klev (også Grønne Klev, på tysk Keitum Kliff el. Grünes Kliff, på nordfrisisk Kairem Klef) el. Green Klef) er en klint i landsbyen Kejtum på den nordfrisiske ø Sild i Sydslesvig beliggende ved overgangen fra øens højreliggende gestkerne til en stribe marsk ud mod vadehavet. Den omtrent 13 meter høje klint strækker sig fra Kejtums sydøstlige ende hen imod Kejtum Kirke langs øens nordlige kystlinje. Skråningen er bevokset med græs og urtevegetation, samt lave træer og buske, deraf forklares navnet "grøn klev". I administrativ henseende ligger klinten i Sild Kommune i Nordfrislands kreds i den nordtyske delstat Slesvig-Holsten, i den danske tid før 1864 lå klinten i Kejtum Sogn i landskabet Sild (Sild Herred) i Tønder Amt i Slesvig/Sønderjylland.
Ved klinten ligger bl. a. Sild-Museet, det gammelfrisiske hus og de førhistoriske dysser Harhoog og Tipkenhoog. I umiddelbar nærhed af museet, på vadesiden ved den Grønne Klev, er der et bord med bronzerelieffer om emnet 5000 års Sild-historie, designet af fem samtidskunstnere.